# Justo Almario
Justo Pastor Almario Gómez (Sincelejo, 18 de febrero de 1949) es un músico, flautista, saxofonista y líder de banda de jazz latino colombiano radicado en Los Ángeles. Es uno de los músicos colombianos reclutados por Mongo Santamaría para su banda en los años 70, notablemente en el álbum, Afro–Indio (1975).

## Biografía
Nacido en Sincelejo y radicado en Medellín, Almario proviene una tradición musical familiar, se dedicó desde su niñez a tocar instrumentos de viento de madera.
Estudió en el prestigioso Berklee College of Music en Boston, Massachusetts, antes de unirse con Mongo Santamaría. Recibió una llamada de Santamaría, quién buscó un saxófono de alto para el Taller de Jazz de Boston "presentaciónen 71".
Actuó en conciertos y grabaciones con su propio grupo. Trabaja con el baterista Richie García, el bajista Guillermo Guzmán, el guitarrista George Krischke y el pianista Billy Cantos.
Después de trabajar con Mongo Santamaria, Almario acompañó a Jon Lucien, Frank Foster, Freddie Hubbard y Willie Bobo. Él también tocó en el grupo de Funk-Jazz Koinonia de Abraham Laboriel (bajo eléctrico) junto a Álex Acuña (Batería), Harlan Rogers (Teclados) y Bill Maxwell (Batería) y como invitado de las bandas de Machito, Tito Puente, Cal Tjader y Poncho Sánchez.
Durante los años 90, Almario quien abraza la fe cristiana, participó en grabaciones de música góspel en vivo con Hosanna Music junto con sus compañeros de Koinonia Abraham Laboriel y Álex Acuña con los artistas Don Moen (Worship), Ron Kenoly (Lift Him Up, God is Able y Sing Out) y Lionel Pettersen (Rejoice Africa), donde destaca su virtuosismo como solista tanto en la flauta como en el saxofón. También ha participado en grabaciones con artistas cristianos de habla hispana como Marcos Vidal (Alabanza y Adoración en vivo), Res Q Band de Álvaro López (Por Amor), Alejandro Alonso (Alguien) y muchos más. En los años 90 también graba un proyecto solista instrumental de música góspel junto con Abraham Laboriel llamado "Justo y Abraham".